# Кубок Андорры по футболу 2001
Кубок Андорры 2001 (кат. Copa d'Andorra 2001) — шестой розыгрыш Кубка Андорры по футболу. Соревнования закончились 3 июня 2001 года финальным матчем. Победителем турнира впервые стала «Санта-Колома», выигравшая в финале клуб «Сан-Жулиа» со счётом (2:0).

## Первый раунд
В играх первого раунда приняло участие 14 команд.
| Команда                    | счёт | Команда                |
| -------------------------- | ---- | ---------------------- |
| Спортинг (Эскальдес)       | 2:3  | Принсипат              |
| Санта-Колома B             | 1:2  | Энкамп                 |
| Каса Эстрелла дель Бенфика | 5:0  | Энкамп B               |
| Лузитанс                   | 1:2  | Депортиво Ла Массана   |
| Интер (Эскальдес           | 0:1  | Санта-Колома           |
| Лузитанс B                 | 2:1  | Спортинг (Эскальдес) B |
| Франкфурт Черни            | 0:7  | Ранжерс                |

## 1/4 финала
| Команда                    | счёт         | Команда      |
| -------------------------- | ------------ | ------------ |
| Каса Эстрелла дель Бенфика | 0:8          | Сан-Жулиа    |
| Лузитанс B                 | 0:1          | Ранжерс      |
| Депортиво Ла Массана       | 2:5          | Санта-Колома |
| Принсипат                  | 1:1 (по пен) | Энкамп       |

## 1/2 финала
Полуфинальные матчи состоялись 31 мая.
| Команда   | счёт | Команда      |
| --------- | ---- | ------------ |
| Принсипат | 1:5  | Санта-Колома |
| Сан-Жулиа | 6:0  | Ранжерс      |

## Финал
| 3 июня 2001  | \| Санта-Колома \| 2:0 \| Сан-Жулиа \| |           |
| Санта-Колома | 2:0                                    | Сан-Жулиа |

| Победитель Кубка Андорры 2001 |
| ----------------------------- |
| Санта-Колома Первый титул     |